# Hadfield
Hadfield is een plaats in het bestuurlijke gebied High Peak, in het Engelse graafschap Derbyshire.
Hadfield ligt in het westen van het Nationaal park Peak District dicht bij de market town Glossop.

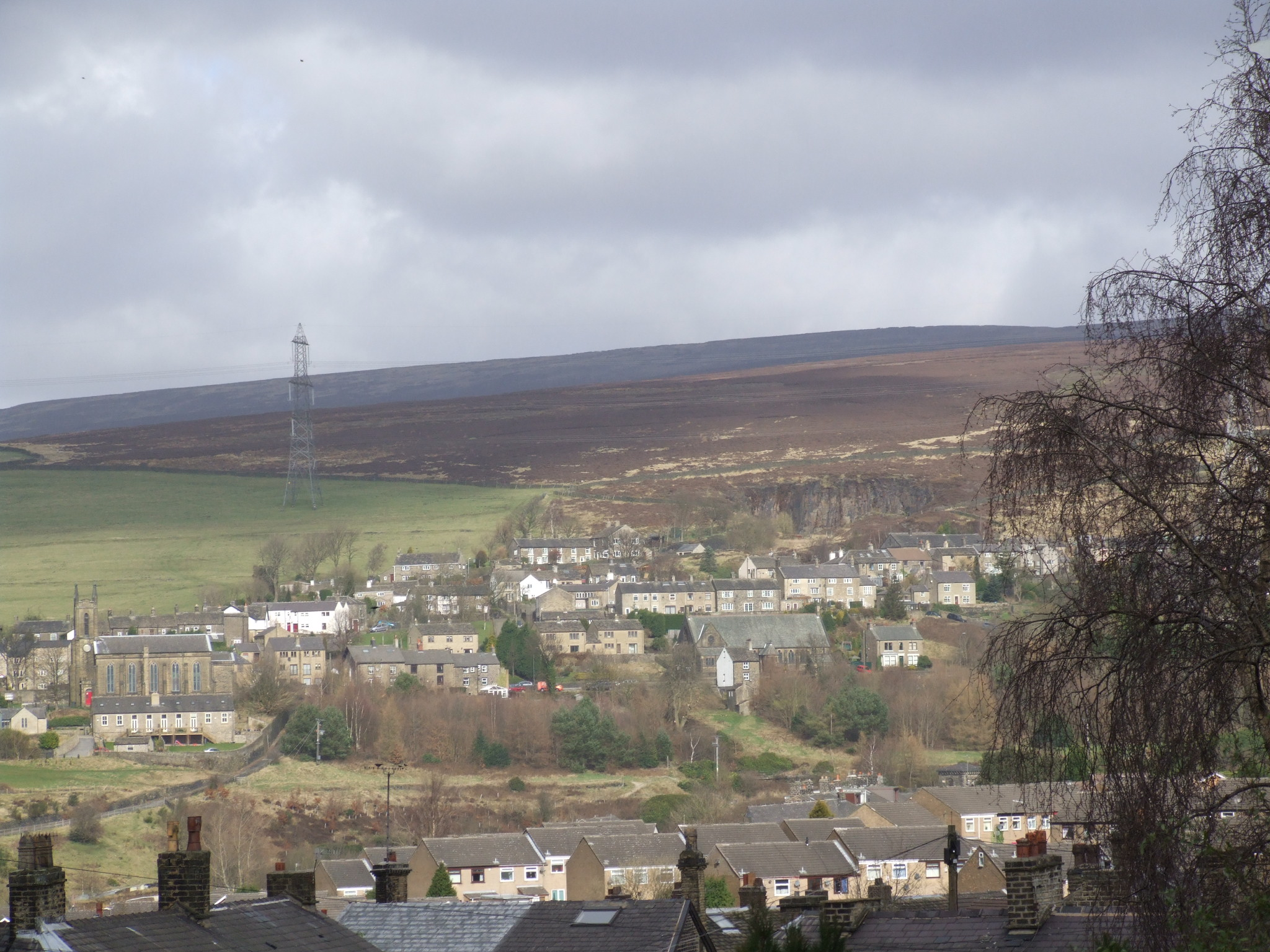
Hadfield